# اولشنیتسه (ناحیه چسکه بودیوویتسه)
اولشنیتسه (به چکی: Olešnice) یک منطقهٔ مسکونی در جمهوری چک است که در شهرستان چسکه بودیوویتسه واقع شده‌است. اولشنیتسه ۲۳٫۵۳ کیلومتر مربع مساحت و ۷۶۶ نفر جمعیت دارد و ۵۰۲ متر بالاتر از سطح دریا واقع شده‌است.